# Дэвис, Гэри
Гэ́ри Пол Дэ́вис (англ. Gary Paul Davis, профессионально известен как Лайтфут, от англ. Litefoot — МФА: [lait.fʊt] — «лёгкая поступь»; род. 1 марта 1969 года, Апленд, Калифорния, США) — американский бизнесмен, актёр, музыкант и потомок народа чероки, который, к тому же, является исполнительным директором Финансового комитета коренных американцев, генеральным директором отдела по выработке стратегии Дэвиса и членом Финансового совета Форбс. Как актёр, наиболее известен своими ролями индейцев, среди которых его Маленький Медведь в фильме «Индеец в шкафу» и Ночной Волк в «Смертельной битве 2: Истребление».

## Биография

### Личная жизнь
Лайтфут родился в городе Апленд, штат Калифорния, а вырос в Талсе, штат Оклахома. В настоящее время он проживает в городе Сиэтл, штат Вашингтон, куда переехал в 1997 году. Является потомком чероки и чичимеков, северной народности Мексики. Женат на Кармен Дэвис, исполняющей обязанности председателя «Reach The Rez», общины живущих в резервации индейцев племени мака, якама и чиппева-кри. У них трое сыновей: Куанна, Секвойя и Кьювнусеиа (англ. Quannah, Sequoyah & Qwnuseia).

### Бизнес в сфере развлечений
До назначения на должность исполнительного директора Финансового комитета коренных американцев, Дэвис занимал пост президента и генерального директора Национального центра развития предпринимательства американских индейцев, причём входил в состав совета его директоров. Он занимался делами коренных народов и был вице-президентом девелоперской компании Triple Five Group, собственника крупнейших торговых центров мира, включая Mall of America и West Edmonton Mall. Ранее он был сопредседателем Национальной индейской игорной ассоциации и American Indian Business Network.
Дэвису принадлежит отдел по выработке стратегии Дэвиса, обеспечивающий оптимальное межотраслевое взаимодействие в стране индейцев, связанное с энергетикой, сделками купли-продажи, казино, гостиничным бизнесом, освоением земель, здравоохранением и фармацевтической деятельностью. Он также владеет брендом одежды Native Style Clothing и студией звукозаписи Red Vinyl Records.
Дэвис также занимается музыкой, причём восемь его альбомов удостоились наград, снимается в художественных фильмах и телесериалах, таких как «Индеец в шкафу» и «Карточный домик». Хотя Лайтфут и не является первым коренным американцем, исполняющим хип-хоп (Melle Mel, который также происходит из чероки, может называться первым), и тем не менее, он один из первых хип-хоп-артистов, представляющих коренных американцев в шоу-бизнесе, официально признанный племенем на федеральном уровне (другим примером является Tomahawk Funk из Funkdoobiest). Он является шестикратным обладателем премии «Native American Music Awards», а свою недавнюю награду получил в номинации «Исполнитель года».
Посредством вещания через спутниковую сеть Native Voice One (NV1), начиная с 2005 года, еженедельно в радиоэфир выходит его авторская программа «Reach the Rez Radio», посвящённая национальному хип-хопу и R&B. Кроме того, Лайтфут производит несколько линий модной одежды, самой известной из которых является его бренд «Native Style». На протяжении многих лет он почти ежегодно проводит несколько месяцев в резервациях США и Канады. Одним из его недавних музыкальных и информационных проектов стал «Reach the Rez Tour», который продолжался в течение всего года, охватывая 54 000 мили и 211 выступлений по всей территории США.

### Общественное признание
Дэвис объехал всю территорию США, как представитель «Reach The Rez Project», передавая послание надежды, относительно расширения прав и возможностей для более чем 450 индейских общин. Ему удалось собрать почти 1,5 миллиона долларов, чтобы добиться желаемого результата. Он регулярно выступает с мотивационной речью перед племенным, ученическим и трудовым коллективами в качестве общественного лектора, представляет основные доклады, бизнес-тренинги для общин и корпораций, читает лекции в различных колледжах и университетах по всей Северной Америке.
Дэвис является лауреатом престижной премии «Sevenstar Award» от исторического индейского общества чероки, врученной ему за вклад в выбранной области, принёсший честь народу чероки и послуживший источником вдохновения для других. Он также получил поощрение за особые достижения в занимаемой им должности национального директора подведомственного Министерству торговли Агентства по развитию предпринимательства среди меньшинств. После чего был назначен амбассадором Министерства энергетики, представляя инициативу меньшинства в области развития энергетики, а также принят в Управленческий совет по делам малого бизнеса США, оказывая поддержку малообеспеченным слоям населения. Indian Country Today Media Network в 2015 году рассматривал господина Дэвиса одним из 50-и лиц страны индейцев.

## Дискография
- 1992: The Money EP
- 1994: Seein' Red
- 1996: Good Day To Die
- 1998: The Clown Kutz
- 1998: The Life & Times
- 1998: Red Ryders Vol. 1
- 1999: Red Ryders Vol. 2
- 1999: Rez Affiliated
- 1999: The Lite Years 1989—1999 — The Best of Mr. Foot
- 2001: Tribal Boogie
- 2002: The Messenger
- 2003: Native American Me
- 2004: Redvolution
- 2008: Relentless Pursuit

## Награды и номинации
| Год  | Награда                        | Категория                                        | Работа             | Результат |
| ---- | ------------------------------ | ------------------------------------------------ | ------------------ | --------- |
| 1996 | FAITA Award                    | Выдающаяся работа актёра в фильме (Главная роль) | «Индеец в шкафу»   | Победа    |
| 1996 | American Indian Film Institute | Лучший актёр                                     | «Индеец в шкафу»   | Победа    |
| 1997 | FAITA Award                    | Выдающаяся работа                                | «Кулл-завоеватель» | Победа    |
| 1998 | Native American Music Awards   | Лучший рэп-альбом                                | Good Day To Die    | Победа    |
| 1999 | Native American Music Awards   | Лучший рэп/хип-хоп-альбом                        | The Life & Times   | Победа    |
| 2000 | Native American Music Awards   | Лучший рэп/хип-хоп-альбом                        | Rez Affiliated     | Победа    |
| 2002 | Native American Music Awards   | Лучший рэп/хип-хоп-альбом                        | Tribal Boogie      | Победа    |
| 2003 | Native American Music Awards   | Лучший мужской исполнитель                       | The Messenger      | Победа    |
| 2004 | Native American Music Awards   | Исполнитель года                                 | Native American Me | Победа    |
| 2004 | Indian Summer Music Awards     | Лучший рэп-альбом                                | Native American Me | Победа    |
| 2005 | Indian Summer Music Awards     | Лучший рэп-альбом                                | Redvolution        | Победа    |

## Фильмография
| Год       |   | Русское название                  | Оригинальное название       | Роль              |
| --------- | - | --------------------------------- | --------------------------- | ----------------- |
| 1995      | ф | Индеец в шкафу                    | The Indian in the Cupboard  | Маленький Медведь |
| 1997      | ф | Кулл-завоеватель                  | Kull the Conqueror          | Аскаланте         |
| 1997      | ф | Смертельная битва 2: Истребление  | Mortal Kombat: Annihilation | Ночной Волк       |
| 1997      | ф | Песнь о Гайавате                  | The Song of Hiawatha        | Гайавата          |
| 1998—2002 | с | Теперь в любой день               | Any Day Now                 | Чарли Мэйджорс    |
| 1998      | ф |                                   | Picture of Priority         | Энджел Уайтклауд  |
| 1999—2002 | с | Семейный закон                    | Family Law                  | Джон Грант        |
| 2001      | ф | Жемчужина                         | The Pearl                   | Жуан Томас        |
| 2002      | ф | 29 пальм                          | 29 Palms                    | The Warrior #1    |
| 2002—2012 | с | C.S.I.: Место преступления Майами | CSI: Miami                  | карточный дилер   |
| 2002      | ф | Адаптация                         | Adaptation.                 | Рассел            |
| 2013      | с | Карточный домик                   | House of Cards              | Майкл Фрост       |